# Калих, Корла Август
Ко́рла А́вгуст Ка́лих, немецкий вариант — Карл Август Калих (в.-луж. Korla Awgust Kalich, нем. Karl August Kalich; 10 июля 1844 года, деревня Лютыйецы, Лужица, Германия — 12 июля 1900 года, Восеч, Германия) — лютеранский священнослужитель, доктор филологии, лужицкий общественный деятель и председатель культурно-просветительского общества «Матица сербская» (1894—1895).

## Биография
Родился 10 июля 1844 года в крестьянской семье в серболужицкой деревне Лютыйецы. С 1858 года по 1865 год обучался в гимназии в Будишине. Изучал теологию в Лейпциге, после чего был назначен в 1871 году настоятелем в лютеранском приходе в серболужицкой деревне Горни-Вуезд и с 1881 года — в церкви святого Михаила в Будишине. С 1895 года до своей кончины был настоятелем в деревне Восеч.
В 1865 году вступил в серболужицкую культурно-просветительскую организацию «Матица сербская». Был председателем этой организации в 1894—1895 годах.